# Пилички
Пилички — деревня в Смоленской области России, в Смоленском районе. Население — 5 жителей (2007 год). Расположена в западной области в 29 км к северо-западу от Смоленска, южном берегу озера Каспля, в 7 км к юго-западу от автодороги Р133 Смоленск — Невель. 
Входит в состав Волоковского сельского поселения.

## Достопримечательности
Комплекс памятников археологии:
- Городище в1,1 км севернее деревни на южном берегу озера Каспля, днепро-двинских племён 1-го тысячелетия нашей эры.
- Курган в 1 км от деревни, шаровидной формы высотой 2,4 м. Насыпан в X веке.
- Селище середины 1-го тысячелетия н.э. в 1 км к юго-западу от деревни.
- Стоянка эпохи неолита на правом берегу реки Клёц.